# Thea-Angela
Die Thea-Angela ist ein Museumsschiff des Heimatvereins Haren (Ems).

## Beschreibung
Das Schiff wurde 1929 für Rudolf Schepers aus Haren (Ems) auf der Werft Wolthuis & Sohn im niederländischen Veendam als Schleppschiff gebaut. In der Folgezeit wurde es mehrfach umgebaut und ab den 1950er-Jahren insbesondere für die Versorgung der Ostfriesischen Inseln u. a. mit Baumaterialien sowie auf den Flüssen und Kanälen in Nordwestdeutschland eingesetzt, nachdem 1950 ein neuer Jestram-Motor mit 100 PS Leistung eingebaut worden war. Bei einem weiteren Umbau wurde der Laderaum erhöht, die Tragfähigkeit des Schiffes vergrößerte sich von 258 t auf 331 t. 1972 wurde das Schiff mit einem Deutz-Motor mit 230 PS Leistung ausgestattet.
Im November 1990 wurde das Schiff außer Dienst gestellt und 1991 vom Heimatverein Haren (Ems) als Exponat für das Schifffahrtsmuseum am Haren-Rütenbrock-Kanal in Haren (Ems) gekauft. Auf dem Schiff sind verschiedene Exponate u. a. zum Schiff, zur Geschichte Harener Schifferfamilien und Reste einer gesunkenen Pünte ausgestellt. 2013 wurde das Schiff in der Kötter-Werft in Haren (Ems) restauriert und wieder fahrtüchtig gemacht.
Der Laderaum des Schiffes war zunächst mit zwei Luken versehen, einer größeren, hinteren Luke und einer kleineren, vorderen Luke. Bei einem Umbau wurde das Schiff mit einer durchgehenden Luke ausgestattet. Die Luke ist mit Holzlukendeckeln verschlossen, die auf Scherstöcken aufliegen, und mit einer Persenning gegen überkommendes Wasser geschützt. Hinter dem Laderaum befindet sich das flache Deckshaus mit dem Steuerhaus.